# Římskokatolická farnost Brankovice
Římskokatolická farnost Brankovice je územní společenství římských katolíků s farním kostelem svatého Mikuláše ve slavkovském děkanství. Do farnosti patří obce Brankovice a Malínky.

## Historie farnosti
První písemná zmínka o obci Brankovice pochází z roku 1348, jméno brankovického faráře Jakuba je zmíněno v roce 1427. Farní kostel svatého Mikuláše byl v nynější podobě postaven roku 1714. Pravděpodobně stojí na místě starého kostela. Ten zřejmě vyhořel zároveň s farou, o které se ví, že 20. listopadu 1690 lehla popelem a opět byla zároveň s kostelem postavena.  V roce 1843 v kostele postavil královský nástroj zlínský varhanář Antonín Hanačík starší. Na konci 19. století varhany částečně upravil Josef Hauke z Uherského Hradiště. Nástroj má zásuvkové vzdušnice a mechanickou tónovou i rejstříkovou trakturu. V roce 2017 Hanačíkovy varhany restauroval Tomáš Nováček z Třebíče. Nyní se buduje nové dřevěné schodiště na kruchtu.

## Duchovní správci
Ve 20. století působili v Brankovicích tito faráři:
- František Herodek (od roku 1911);
- František Tvarůžek (od roku 1911);
- Josef Skoták (1920);
- Alois Štourač (1922);
- Antonín Zeman (1964);
- Stanislav Ledabyl (1967);
- Bedřich Krump (1973);
- Zdeněk Prokeš (1986);
- Petr Nešpor (1993);
- Pavel Opatřil (1997);
- Vít Hába (1999);
- Josef Maincl (2001).

Od srpna 2011 je farářem P. ICLic. Mgr. Miroslav Slavíček.

## Bohoslužby
| Kostel                    | Místo      | Bohoslužba (den) | Hodina                            | Poznámka     |
| ------------------------- | ---------- | ---------------- | --------------------------------- | ------------ |
| kostel svatého Mikuláše   | Brankovice | neděle, čtvrtek  | 11.00 17.30 (zima) / 18.30 (léto) | farní kostel |
| kaple Nejsvětější Trojice | Malínky    |                  |                                   | kaple        |

## Aktivity ve farnosti
Pouť se slaví 6. prosince (na svátek sv. Mikuláše), hody 3. srpnovou sobotu. Adorační den připadá na 1. srpna 
Ve farnosti se pravidelně pořádá tříkrálová sbírka. V roce 2016 se při sbírce vybralo v Brankovicích 18 299 korun a v Malínkách 3 778 korun.  Službu varhaníka vykonávají Radek Verner a Kristýna Kalfasová – absolventka tříletého kurzu pro varhaníky jednoty Musica sacra v Břeclavi (2016–2019). V sobotu 15. června 2019 přijalo svátost biřmování 10 farníků.